# Romance in Manhattan
Romance in Manhattan è un film del 1935 diretto da Stephen Roberts.

## Produzione
Il film fu prodotto dalla RKO Radio Pictures.

## Distribuzione
Distribuito dalla RKO Radio Pictures, il film uscì nelle sale cinematografiche statunitensi l'11 gennaio 1935.